# Ходорівський цукровий завод
Державне підприємство «Ходорівський цукровий завод» — цукровий завод, збудований 1913 року в Ходорові (Львівщина). Один з найбільших цукрових заводів Галичини. Припинив роботу 1999 року.
Адреса: вул. Заводська, 10, м. Ходорів, Жидачівський р-н, Львівська обл., 81750, Україна.

## Історія
Цукор відправляли до найкращих ресторанів та готелів, а саме: до паризького «Рітца», віденського «Захера» та лондонського «Караваджа».
Закупляли у селян цукрові буряки і мали свої плантації. Ходорівський цукровий завод працював понад 100 років та не переставав під час війни.
 А все почалось у 1912 році коли барон Козім де Во, інженер Броніслав Альбіновський та граф Замойський взяли кредит в одному із Львівських банків, для побудови заводу.
```
Директором товариства став інженер Станіслав Кремер, який закінчив Технічний інститут у Відні й мав досвід праці на цукрових підприємствах Чехії, Моравії, Німеччини, а також 
Переворська
.
```

1912 року затверджено проєкт заводу, адміністративних будівель і гуртожитку. Прийнято пропозицію Мацея Блаха з Праги, який уже збудував кільканадцять цукрових заводів у Румунії, Болгарії та Італії. Блах розробив проєкт за два місці. Обладнання замовлено у фірми «Шкода» (Пльзень).
На момент відкриття восени 1913 року завдяки новітньому обладнанню це була одна з найсучасніших цукровень у Європі. У період Першої світової війни російські війська розграбували підприємство, а коли 1915 року відступали, то спалили його будівлі, підірвали 65-метровий комин, а устаткування вивезли до Росії.

У радянський період на цукровому комбінаті працював Герой Соціалістичної Праці, наладник технологічного обладнання, апаратник рафінадного цеху Петрів Володимир Іванович.

## Пам'ятник цукровому буряку
Це мабуть єдиний в світі такий пам'ятник) Зображено двох барокових путті - безкрилих ангелів, які піднімають величезний буряк.